# جيمي ريفيس
جيمي ريفيس (بالإنجليزية: Jamie Reeves)‏ هو لاعب كرة قدم بريطاني في مركز الهجوم، ولد في 5 مارس 1953 في إنجلترا في المملكة المتحدة. لعب مع بيليريكاي تاون.